# アルド・ノタリ
アルド・ノタリ（Aldo Notari、1932年9月6日 - 2006年7月25日）は、イタリア・エミリア＝ロマーニャ州パルマ県パルマ出身の元野球選手・コーチ・監督。
1947年から1967年までの20年間、セリエAのパルマ・ベースボールクラブでプレー。引退後は1968年から1986年までパルマのコーチ・監督を務め、リーグ優勝5回とヨーロピアン・カップ優勝7回と結果を残す。その傍らでイタリア野球連盟の副会長としてレベルアップに力を入れ、1970年にコロンビアで開催されたIBAFワールドカップに自国の代表チームを送り込む。1976年からは国際野球連盟（IBAF）の委員となり、1978年には母国でワールドカップを開催。1984年に副会長、1993年には会長に就任。1期4年の会長職を3期連続で務め、2005年に再任され4期目を務めた。その間にはイタリア野球ソフトボール連盟会長（1985年 - 2001年）、イタリアオリンピック委員会理事などを歴任し、1992年のバルセロナオリンピックで実現した野球の五輪正式競技化に尽力した。建設会社も経営しており、ヨーロッパを中心にいくつもの野球場を建設した。2006年7月上旬に体調を崩して入院していたが、2006年7月25日夜、胃癌による多臓器不全のためパルマ市内の病院で死去。73歳没。